# Jean Milhet-Fontarabie
Pour les articles homonymes, voir Milhe et Fontarabie (homonymie).
Jean Milhet-Fontarabie est un homme politique français né le 22 novembre 1828 à Eymet (Dordogne) et mort le 13 juin 1890 à Saint-Paul (La Réunion),. Médecin de profession, il est successivement élu maire de Saint-Paul et président du conseil général de La Réunion puis entre au Sénat français en tant que sénateur de La Réunion en 1882.

## Biographie
Jean Milhet-Fontarabie naît à Eymet, en Dordogne, le 22 novembre 1828.
Il devient médecin puis effectue un voyage à Madagascar pour opérer du nez l'un des ministres de la reine Ranavalona à la demande de Jean Laborde. Il y arrive le 19 septembre 1956 avec deux prêtres catholiques déguisés en civils, le premier étant le père Louis Jouen, prétendument un assistant appelé Duquesne, le second père François Webber, présenté comme un pharmacien appelé Joseph.
Il livre au terme de son séjour un article intitulé « Madagascar » qui paraît dans la Revue algérienne et coloniale du premier semestre 1860.
Il s'installe ensuite à Saint-Paul de La Réunion puis se lance dans la politique à l'occasion des premières élections municipales au suffrage universel en 1871 pour devenir maire de sa commune dès 1872.
Il est élu conseiller général de La Réunion puis président du conseil général de La Réunion. À ce poste, il parvient à convaincre le directeur de l'Intérieur Laugier de l'utilité d'une voie de circulation entre Saint-Denis et La Possession passant au pied de la falaise, où se trouve aujourd'hui la route du Littoral. Les travaux sont lancés en août 1872 et Jean Milhet-Fontarabie peut à ce titre faire une arrivée  très remarquée au conseil général de La Réunion en septembre 1873, à cheval.
Le décès d'Alexandre de La Serve, sénateur de La Réunion, en février 1882 et son soutien indéfectible au député républicain François Césaire de Mahy, qui devient ministre de l'Agriculture en 1882, lui valent une élection au Sénat français le 9 juillet 1882 malgré la candidature de Leconte de Lisle, qui était déjà connu à Paris.
Il se présente comme candidat  républicain, et est élu membre du Sénat pour la colonie par 28 voix (50 votants) contre 14 face à M. Dufour Brunet et 8 à Ruben de Couder. Milhet-Fontarabie siégea à gauche et soutint la politique opportuniste. Il vota notamment pour le rétablissement  du divorce, et parla sur la loi municipale, les crédits du Tonkin dont il se déclara partisan, la loi des  récidivistes, les incompatibilités parlementaires, etc. Réélu sénateur de l’île de la Réunion, le 1er mars 1885, par 89 voix (172 votants) contre 82 à Drouhet, autre candidat républicain, il reprit sa place dans la majorité de la Chambre haute et intervint plusieurs fois dans les débats parlementaires, sur les affaires de Madagascar pour lesquelles il demanda (août 1884) une attitude plus énergique que celle adopté par le gouvernement, sur l'organisation des résidences, sur les services maritimes postaux, sur le budget des colonies; il vota, en dernier lieu, pour  le rétablissement du scrutin d'arrondissement (13 février 1889) pour le projet de loi Lisbonne, restrictif de la liberté de presse, et s’abstint sur la procédure à suivre devant le Sénat contre le général Boulanger.
Au Sénat, Jean Milhet-Fontarabie se prononce en faveur de la publicité des municipaux. Ainsi, durant la séance de délibération portant sur la loi municipale de 1884 qui a lieu le 7 février 1884, il indique qu'il a été maire pendant plusieurs années « dans une commune importante mais dont la salle de délibération n'était pas très grande » et que la température étant très élevée, « on était obligé d'ouvrir portes et fenêtres ». L'exemple lui permet de conclure que la population peut « sans inconvénient assister aux séances du conseil municipal ».
Il est réélu le 1er mars 1885 et meurt en fonction le 13 juin 1890. Théodore Drouet lui succède au Sénat. Depuis lors, une rue de Saint-Paul, la rue Milhet, a été baptisée à son nom.